# Royal Cercle Sportif Libramontois
O Royal Cercle Sportif Libramontois é um clube de futebol da Bélgica, que disputa atualmente a primeira divisão provincial da Província de Luxemburgo, equivalente ao quinto nível do futebol daquele país.

## Histórico
A origem do RCS Libramontois remonta ao ano de 1926, quando dois clubes de futebol surgiram no município de Libramont: o católico L'Avenir Libramontois Football Club e o liberal Jeunesse Sportive Libramontoise. Poucos anos mais tarde, os diretores de ambos os clubes decidiram unir-se, dando origem oficial ao Libramontois em agosto de 1930.
 O clube juntou à federação belga com a matrícula 1590, que possui até os dias de hoje.
O clube começou as disputas oficiais na terceira divisão provincial, sendo promovido à segunda em 1932 (na época o mais alto nível provincial). Obteve nova promoção em 1943, em plena Segunda Guerra Mundial, subindo para a Terceira Divisão nacional, mas caiu de volta para as divisões provinciais no ano seguinte. Nos anos seguintes o clube continuou alternado entre o mais alto nível provincial e o mais baixo nível nacional.
Na temporada 1949/50 o clube conseguiu seu melhor ranking, terminando a Terceira Divisão do Campeonato Belga em 9º lugar e permanecendo na mesma para o ano seguinte. Logo em seguida, a federação belga instituiu a Quarta Divisão Nacional, para onde o Libramontois foi realocado. Permaneceu nela até 1955, quando voltou a cair para a divisão provincial, subindo novamente 1956 e novamente caindo em 1959.
Nos anos sessenta a equipe chegou a cair para um nível provincial mais baixo, mas voltou ao mais alto nos anos 70. Em 1981, a equipe voltou a disputar as divisões nacionais, ao ser promovido à Quarta Divisão. Foi também quando o clube completou seu cinquentenário, ganhando oficialmente a alcunha de “Royal” pela federação belga de futebol. Chegou a terminar em 3º lugar em 1988, mas nas décadas de 80 e 90 o clube alternou promoções e rebaixamentos entre a Quarta Divisão Nacional e a divisão provincial.
Em 1999, obteve a terceira colocação provincial.
Na época 2005-06, derrotou o FC Le Lorrain Arlon fora de casa por 1 - 0, mas foi eliminado pelo R. Spa FC ao ser derrotado por 2 - 0.